# 三遊亭圓生 (6代目)
六代目 三遊亭 圓生（さんゆうてい えんしょう、1900年〈明治33年〉9月3日 - 1979年〈昭和54年〉9月3日）は、大阪市西区出身の江戸落語家、舞台俳優。
本名は山﨑 松尾（やまざき まつお）。東京の新宿に長年住み、当時の地名から「柏木（の師匠）」とも呼ばれた。昭和の落語界を代表する名人の一人と称される。出囃子は正札附。
五代目三遊亭圓生は継父、五代目三遊亭圓窓は義理の叔父にあたる。また、橘家圓晃は異父弟。

## 来歴・人物

### 出自
1900年（明治33年）9月3日、大阪市西区花園町出身。生家は名主の家柄で、実父と生家の女中の間に生まれるが、あくまで両親の子供として育てられる。本名の書きは当初「松雄」であったが、当人や家族が知らないうちに戸籍上では「松尾」になっており、これがそのまま本名になった。幼少期（5-6歳ころ）から豊竹仮名太夫の元で義太夫の稽古を受ける。生家の破産後両親が離婚し、母は三味線の師匠で生計を立てていた。
のちに母と東京に移住し、新宿角筈に居を構える。豊竹豆仮名太夫の名で子供義太夫の芸人として寄席に出演、母が豊竹小仮名の名で相三味線を担当した。母が5代目三遊亭圓生（当時は橘家小圓蔵）と再婚したため、5代目圓生を「親父」と呼んでいた（5代目圓生は村田姓、当人は山﨑姓で当人同士に養親子関係はないが、いわゆる“義理の親子”であった）。

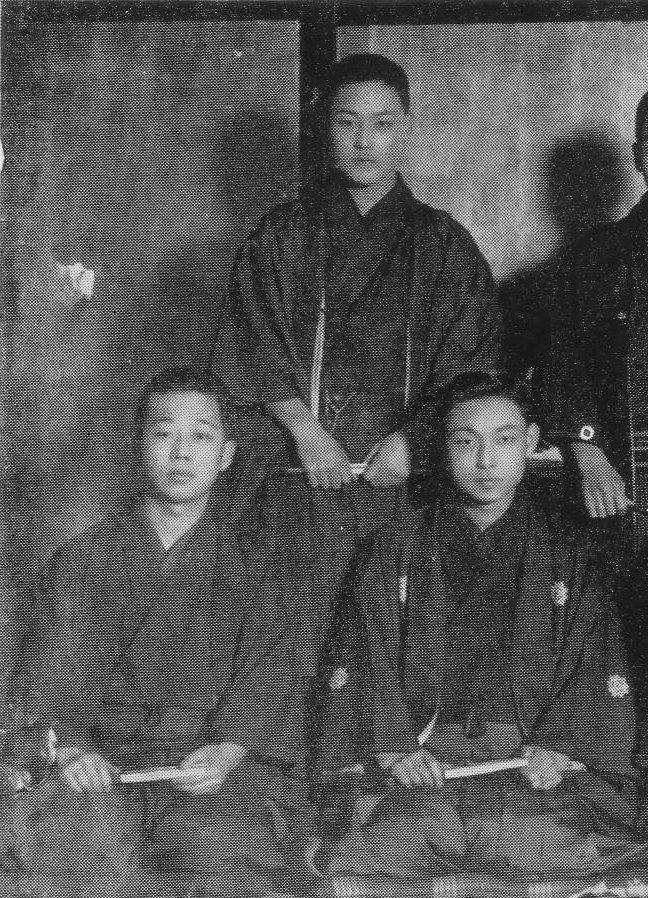
1921年ごろ、柳家金語楼（左。当時柳家金三）、橘家圓晃（中央。当時三遊亭窓之助）、六代目三遊亭圓生（右。当時五代目橘家圓好）

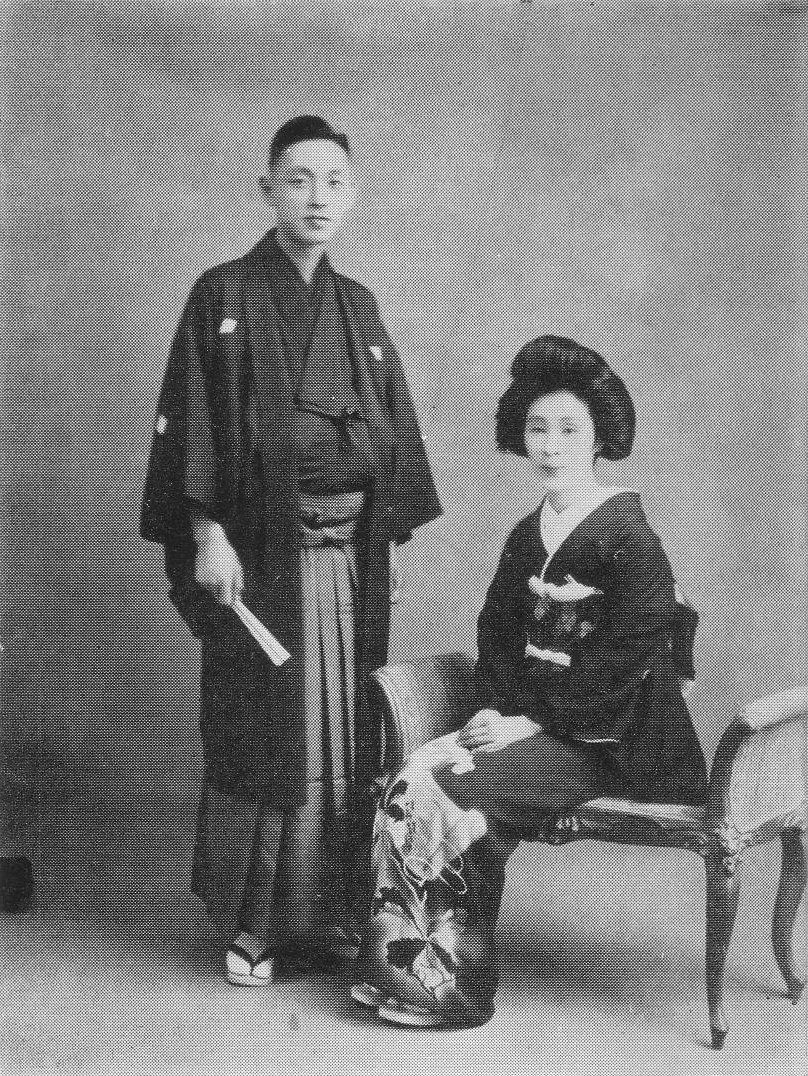
妻のはなと（1928年ごろ。当時六代目圓蔵）

### 落語家に転向
1909年（明治42年）ころ、横浜新富亭で高座に穴が開き、聞き覚えていた落語「箱根山」を口演して場をつなぐ。旅の仕事で訪れた伊香保温泉の石段で転倒し胸を強打、医師から義太夫を語ることを止められたため、父の懇意にしていた大坂相撲の横綱若島権四郎の書き添えで継父の師匠である4代目橘家圓蔵門下に入り橘家圓童の芸名で子供義太夫から落語家に転向する。以降、師匠と継父の引きで落語家としての実際の位置より優遇されて過ごす。幼少期は記憶力がよく大人の落語家より早く噺を覚え、師匠や継父くらいの芸はすぐできる、などと思っていたが少年期に自身の芸のまずさに気付いて愕然となる。生来、大の芸事好きであり優遇されている自覚もあって必死で芸に精進する。このころから落語の演目を多数稽古しておりのちに自身の財産になった。橘家小圓蔵の芸名を経て1920年（大正9年）に5代目橘家圓好で真打昇進し1922年（大正11年）4代目三遊亭圓窓、1925年（大正14年）6代目橘家圓蔵と次々と襲名するが一向に芽が出ず売れなかった。1917年（大正6年）から1934年（昭和9年）までの間、師匠や継父と共にめまぐるしく所属団体を変わっている。

### 6代目三遊亭圓生襲名・満洲へ
生活が苦しく落語家を断念し以前から稽古に通っていた舞踊家へ転身を図ろうとした矢先、継父5代目圓生が逝去し母を含めた家計を助けなければならなくなり舞踊家は断念し1941年（昭和16年）に当時所属していた落語協会の会長の6代目一龍斎貞山の勧めで6代目三遊亭圓生を襲名した。
1945年 （昭和20年）、母親が逝去した5代目古今亭今輔の代わりに満洲映画協会の傍系である満洲演芸協会の仕事で5代目古今亭志ん生や講談の国井紫香らと満洲を慰問する。満洲演芸協会の仕事の他に満洲電信電話の新京放送局が主催した演芸会に5代目古今亭志ん生と呼ばれ、当時アナウンサーだった森繁久彌と出会う。終戦で帰国不能になり、現地で演芸会などを催しながら引き揚げ船の出航を待ち、生死ギリギリの生活で志ん生と共に約2年間暮らした。その後、妻子を日本に残したまま生活の便宜上現地で日本人女性（小唄師匠の田村千代）と結婚生活を送り、1947年（昭和22年）、志ん生と生活を別にする。先に帰国した志ん生は見捨てられたと思いかなり恨んだものの「あんな薄情な奴は殺してやろうと思ったが、寄席で謝ったから殺すのはやめちゃった」と小山觀翁に語ったという。
同年4月28日には、帰国した志ん生、圓生を歓迎するため、両名および金馬、文楽、権太楼による五人会が日劇小劇場で行われていた。
満洲から苦労して帰国した後は寄席に出演すると「上手くなった」と言われ、満洲での苦労が芸に生きたと自己分析した。妾馬を演じたところ評判が良く、むやみに客を笑わせようとするのではなく笑いあり涙ありの噺が向いている、と自身の進む方向が見えてきたという。1953年（昭和28年）、ラジオ東京が8代目桂文楽や6代目圓生ら落語家5人と専属放送契約を締結し、人気落語家の一人になる。

### 独演会とホール落語

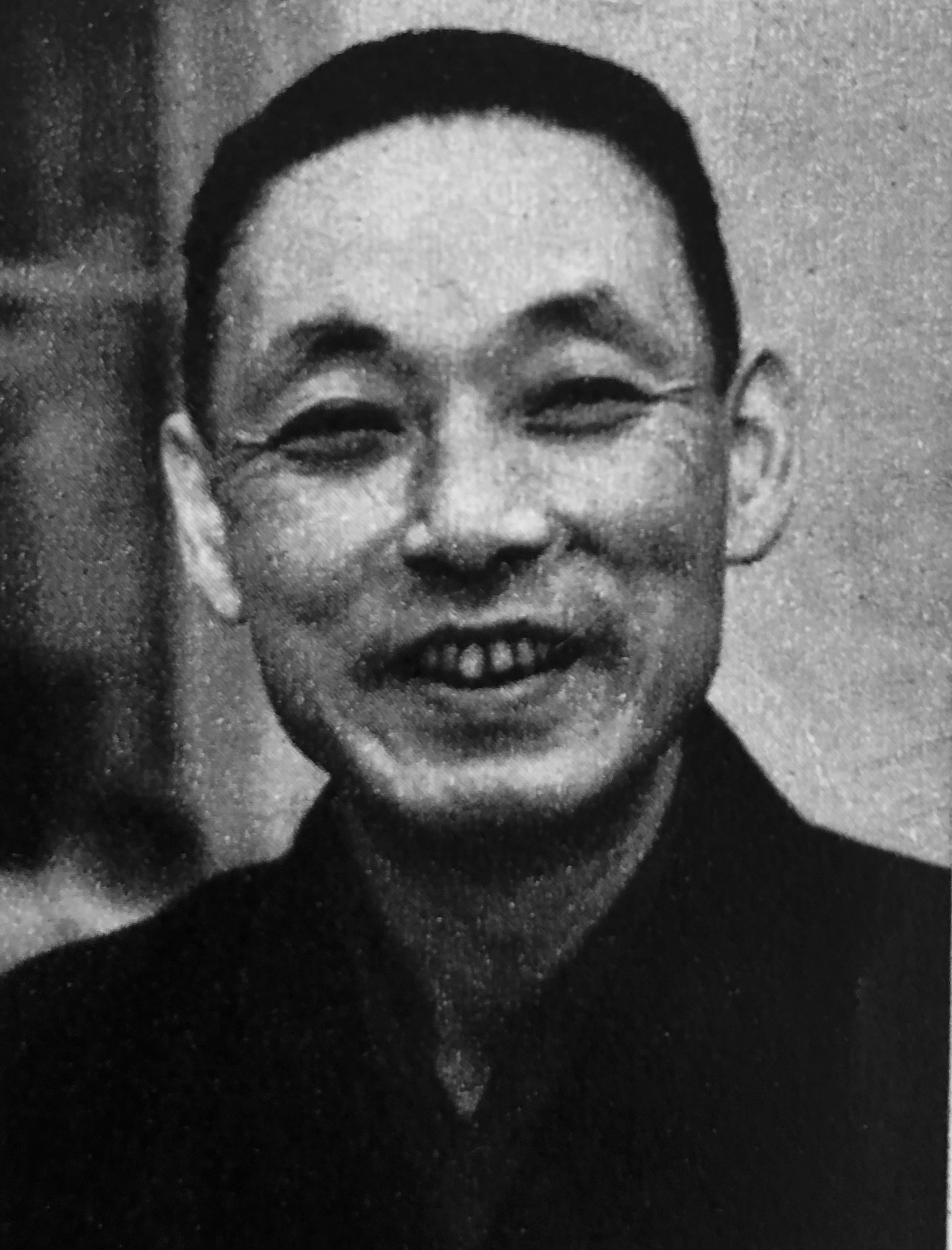
1954年

1953年（昭和28年）の麻布の十番倶楽部を皮切りに1954年（昭和29年）から本牧亭で圓生独演会を開き、以降人形町末廣でも開催。切符がすぐに売り切れる程の人気を博し、人形町末廣の廃業まで続いた。戦後から盛んに開かれたホール落語は寄席と異なり演目の時間制限が少なく、口演時間の長い演目が多い6代目三遊亭圓生は独演会と合わせて存分に本領を発揮し、名実共に本格の落語家の一人になった。1960年（昭和35年）に「首提灯」で芸術祭文部大臣賞を受賞。1965年（昭和40年）8代目桂文楽の後を継いで落語協会会長に就任した。会員の団体保険加入など協会の近代化を進めて1972年（昭和47年）5代目柳家小さんに会長職を引き継いで最高顧問に就任した。この年、芸術祭大賞を受賞している。

### 御前口演・落語協会脱退・死去
1973年（昭和48年）3月9日、落語家として2人目の御前公演を依頼され、香淳皇后の古希の祝いの御前で『お神酒徳利（おみきどっくり）』を上演。この年13枚組LPレコード「人情噺集成」を発表。以降、「圓生百席」に繋がる大プロジェクトになり、6代目圓生逝去まで続いた。
1978年（昭和53年）、柳家小さん会長による落語協会の真打大量昇進に抗議して同協会を脱退（落語協会分裂騒動）。多くの脱退者が落語協会に戻る中、一門で落語三遊協会を結成。この際、仲介の労を取った席亭らの顔をつぶす形となったため、以降、寄席（落語定席）には出演不能になる。
1979年（昭和54年）3月、落語家として初めて歌舞伎座独演会を開催。
同年9月3日、79歳の誕生日に、千葉県習志野市の商業施設「サンペデック（現・モリシア津田沼）」宴会場で開催された後援会の集いで小噺『桜鯛』を演じた直後、心筋梗塞を発症。習志野市内の病院に救急搬送されたが、同日夜半過ぎに急逝した。79歳没。
上野動物園のジャイアントパンダ（ランラン）が翌9月4日の未明（1時過ぎ）に死んだので、新聞（一般紙）のトップ記事はパンダのランランの死亡記事であったが、スポーツ紙は圓生の訃報を大きく取り上げた。
毎日新聞の見出しは「圓生師匠高座に死す」だった。
訃報がパンダのランランに取られたことは、圓生の孫弟子（弟子の5代目三遊亭圓楽の弟子）である6代目円楽が2011年にパンダのリーリーとシンシンの来日決定直後に収録された笑点の挨拶で語っている（大師匠である圓生師匠が死去直後に「パンダが死んだ、圓生も」と一括りに報道された旨を語っている）。
後日、サンペデック内、習志野文化ホール入口近くに圓生を偲ぶ石碑が建立された（2012年現存）。
「あたしは20世紀の生れでげすから」が口癖だったが、上にもあるとおり4か月ほどの差で19世紀の最後の年の生れであり、ニュアンスとしては「志ん生、文楽、正蔵よりは若い」といったようなところがある（5代目古今亭志ん生は10歳、8代目林家正蔵は5歳それぞれ年上）。むしろ、志ん生や正蔵が20世紀に入った後の東京弁を使っていたのに対し、圓生は（その口癖の中に表れているように）「〜げす」「〜がす」「〜やす」といった、江戸末期から明治初期の芸人が使った言葉を日常的に話した最後の噺家とされる。

## 年表

三ツ組橘は6代目圓生一門（4代目橘家圓蔵一門）の定紋である。

- 1905年（明治38年） - このころ子供義太夫として初舞台。
- 1909年（明治42年）6月頃 - 落語家に転向。4代目橘家圓蔵に入門。二ツ目としてデビューする。高座名は橘家圓童。
- 1916年（大正5年） - 橘家小圓蔵と改名。
- 1917年（大正6年） - 東京寄席演芸会社に師匠・継父と共に加入。
- 1920年（大正9年）
  - 3月 - 真打昇進。5代目橘家圓好を襲名。
  - 5月 - 結婚。
- 1922年（大正11年）
  - 2月 - 師匠圓蔵の死去により、義父が5代目橘家圓蔵襲名。それに伴い4代目三遊亭圓窓を襲名。
  - 6月- 4代目橘家圓蔵一門、演芸会社を脱退。フリーになる。10月に東西会に加入。
- 1923年（大正13年）8月 - 落語協会に加入するが、協会分裂によって睦会に参加。
- 1925年（大正14年）1月 - 義父圓蔵が5代目三遊亭圓生を襲名したことに伴い、6代目橘家圓蔵を襲名。5代目三遊亭圓窓は義理の叔父である三遊亭圓都が襲名した。
- 1927年（昭和2年）2月 - 5代目三遊亭圓生一門、睦会を脱退。三語楼協会設立に参加。
- 1930年（昭和5年）7月 - 三語楼協会が解散し5代目三遊亭圓生一門、睦会に戻る。
- 1934年（昭和9年）8月 - 5代目三遊亭圓生一門、東京落語協会に加入。
- 1941年（昭和16年）5月 - 5代目三遊亭圓生逝去によって6代目三遊亭圓生を襲名。
- 1945年（昭和20年）
  - 3代目桂梅團治を東京に呼び寄せる。
  - 5月 - 5代目古今亭志ん生らと満洲に慰問に出向くが終戦で帰国できず以降およそ2年間を現地で過ごす。
- 1947年（昭和22年）3月 - 帰国。港区三田豊岡町に転居。
- 1952年（昭和27年） - 3代目桂梅團治が客分格弟子となる。
- 1953年（昭和28年）7月 - ラジオ東京（現・TBSラジオ）と専属契約を結ぶ。
- 1954年（昭和29年）
  - 3月 - 梅團治が2代目三遊亭百生を襲名。
  - 12月 - 本牧亭で圓生独演会を初演。以降人形町末廣でも開催し1969年まで開催。
- 1955年（昭和30年）
  - 一番弟子全生が入門。
  - 二番弟子さん生が入門。
- 1956年（昭和30年） - 三番弟子好生が入門。
  - 5月30日 - 第1回東横落語会へ出演し、品川心中を口演。以後、亡くなるまでほぼ皆勤で出演した。
- 1957年（昭和32年）3月 - 新宿区柏木（現在の北新宿）に転居。
- 1959年（昭和34年）
  - 2月 - 四番弟子六生が入門。
  - 6月 - ラジオ東京との専属契約を変更してNHKにも出演するようになる。
  - 死去した8代目春風亭柳枝の門下から春風亭枝吉、枝女吉が圓生門下へ移籍。枝吉は舌生に、枝女吉は吉生に改名。
  - 7月30日 - 第1回東京落語会に出演。演目は牡丹灯籠 栗橋宿。
- 1960年（昭和35年）
  - 10月 -　芸術座で菊田一夫原作・脚本・演出「がしんたれ」に俳優として出演。
  - 11月 - 「首提灯」で芸術祭文部大臣賞を受賞。
- 1961年（昭和36年） - 舌生、二ツ目に昇進し円弥に改名。
- 1962年（昭和37年）
  - 一番弟子全生、真打に昇進し5代目三遊亭圓楽を襲名。
  - 六生、二つ目昇進し三遊亭生之助に改名。
- 1964年（昭和39年）
  - 3月31日 - 2代目三遊亭百生が死去。
  - 落語協会副会長就任。
  - 12月、七番弟子ぬう生が入門。
- 1965年（昭和40年）
  - 8月 - 落語協会会長就任。副会長は8代目林家正蔵。
  - 九番弟子旭生が入門。
- 1966年（昭和41年）
  - 7月 -  新宿区柏木のマンションに転居。
  - 8月 - NHK連続テレビ小説『おはなはん』に準レギュラー出演。
- 1967年（昭和42年）1月 - この年から落語協会が浅草演芸ホールと人形町末廣初席を興行。席亭[※ 4]・落語芸術協会会長・落語協会会長の話し合いの結果[14]。
- 1968年（昭和43年）
  - 3月14日 - 第1回TBS落語研究会にトリで出演。演目は十八番の妾馬。
  - 4月 - 芸術選奨文部大臣賞受賞。
  - 6月 - TBSラジオとの放送専属契約終了。担当プロデューサーの定年退職による。
- 1969年（昭和44年） - 吉生が6代目三遊亭圓窓を襲名して真打昇進。
- 1969年（昭和44年） - ぬう生と旭生、二つ目昇進。
- 1970年（昭和45年） - 廃業を予定していた池袋演芸場を説得し、落語協会の単独興行で存続に決定。
- 1971年（昭和46年）11月 - 中野区中央のマンションに転居。
- 1972年（昭和47年）
  - 3月 - 落語協会会長辞任。同会最高顧問となる。
  - 9月 - 円弥改メ圓彌が真打昇進。
  - 12月 - 芸術祭大賞受賞。
- 1973年（昭和48年）
  - 3月 - 落語家として2人目の御前口演。
  - 5月 - 勲四等瑞宝章叙勲。
  - 9月 - 三番弟子好生と五番弟子生之助、真打昇進。
  - 11月 - レコード『人情噺集成』発売開始。以降『圓生百席』に継続。
- 1974年（昭和49年） - 二番弟子さん生、真打昇進。
- 1978年（昭和53年）
  - 3月 - ぬう生、三遊亭圓丈を襲名して真打昇進。
  - 落語協会分裂騒動で一門弟子を連れ、落語協会を脱退し落語三遊協会を設立し会長となるが、既に真打だった2番弟子さん生・3番弟子好生が協会に残留したため両名を破門し、芸名を返却させる。さん生は川柳川柳、好生は春風亭一柳と改名した。
- 1979年（昭和54年）
  - 3月29日 - 歌舞伎座で落語家初の独演会。演目は『首屋』『怪談乳房榎』『掛取万歳』。
  - 8月27日 - 第224回東横落語会にててれすこを口演。第1回から出演し続けた東横落語会最後の出演となる。
  - 8月31日 - 第136回TBS落語研究会で蝦蟇の油を口演。第1回から出演し続けたTBS落語研究会最後の出演となる。（この日の模様は映像化されており、圓生にとって生前最後の映像となった。）
  - 9月1日 - 池袋サンシャイン劇場で行われた第3回松竹落語会で夏の医者を口演。生前最後の落語会となった。（この日の模様は録音されており、圓生にとって最後の録音となった。）
  - 9月3日 - 79歳の誕生日。小噺を演じた直後に心筋梗塞で倒れ急逝（生没同日）。同月11日、特旨を以て位記を追賜され、死没日付をもって従五位に叙され、旭日小綬章を追贈された[15]。葬儀には破門された弟子も駆けつけた。

## 出囃子
出囃子は『つくま祭』だったが、同じ曲を使う3代目桂三木助の芸術協会から落語協会への移籍に前後して共演の機会が増えてきたため、『正札附（しょうふだつき）』に変えた。

## 得意演目
落語家としてデビューした子供の頃に、他の落語家の高座を盗み聞きするだけで（稽古をつけられなくても）覚えていった噺も多いという。個人の持つ演目数としては、落語史上でも最多だったのではないかと言われている。
三遊派ゆかりの人情噺から滑稽噺、音曲噺、芝居噺、さらには怪談噺まで非常に幅広いジャンルを演じ分けた。

### 得意演目
- 『妾馬』
- 『文七元結（ぶんしちもっとい）』
- 『鼠穴』
- 『淀五郎』
- 『鰍沢』
- 『唐茄子屋政談』
- 『真景累ヶ淵（しんけい かさねがふち）』
- 『怪談乳房榎』
- 『牡丹灯籠』
- 『死神』
- 『一人酒盛』
- 『三十石』
- 『五人廻し』
- 『百川』
- 『らくだ』
- 『御神酒徳利』
- 『掛取万歳』
- 『松葉屋瀬川』
- 『緑林門松竹～またかのお関』
- 『梅若礼三郎』
- 『ちきり伊勢屋』
- 『双蝶々』
- 『お若伊之助』
- 『首提灯』
- 『大山詣り』
- 『文違い』
- 『無精床』
- 『盃の殿様』
- 『一つ穴』
- 『芝居風呂』
- 『豊竹屋』
- 『てれすこ』
- 『小言幸兵衛』
- 『開帳の雪隠』など

## 残された作品

### 俳優業

#### 演劇
- がしんたれ（東宝現代劇、1960年）
- 悲しき玩具（東宝現代劇、1962年）- たいこもち

#### テレビドラマ
- 箱根山（TBS、1963年）原作 獅子文六
- 堂々たる人生（NTV、1963年）
- 真打（NTV、1963年）　原作「寿限無の青春」
- 鶴八鶴次郎（CX、1966年）原作 川口松太郎
- おはなはん（NHK連続テレビ小説、1966年）
- 喜劇 はいから鯉さん（NTV、1967年）
- オレと彼女（TBS、1968年）
- 時間ですよ（TBS、1970年）梅の湯主人
- 天下御免（NHK総合テレビ、1971年）
- 3丁目4番地（NTV、1972年） - ナレーター

#### 映画
- 昭和残侠伝（東映、1966年）
- ツンツン節だよ全員集合!!（松竹、1971年）
- 春だドリフだ全員集合!!（松竹、1971年） - 本人 役（いかりや長介演じる主人公の師匠役）

### CM
- 明治製菓「スナップ」（1969年）- 石坂浩二と共演。
- 錦松梅 (1979年）
- ハウス食品「ほんとうふ」 - 落語家の符牒である「バカウマ」という言葉を発し流行語とさせた。
- 日本損害保険協会 自動車保険
- 新潟銘酒　朝日山

### 刊行書籍

#### 著作
- 寄席育ち（聞き手 山本進、青蛙房、1965年）、度々新版
  - 新版「六代目圓生コレクション　寄席育ち」岩波現代文庫、2021年6月
- 明治の寄席芸人（山本進 編、青蛙房、1971年）、度々新版
  - 新編「六代目圓生コレクション　明治の寄席芸人」岩波現代文庫、2021年8月
- 私の履歴書 第50集（日本経済新聞社、1974年）  
  - 書きかけの自伝（旺文社文庫、1985年）
- 寄席楽屋帳（山本進 編、青蛙房、1976年）、度々新版
  - 新編「六代目圓生コレクション　寄席楽屋帳」岩波現代文庫、2021年10月
- 寄席切絵図（山本進 編、青蛙房、1977年）、度々新版
  - 新編「六代目圓生コレクション　寄席切絵図」岩波現代文庫、2021年12月
- 江戸散歩（集英社、1978年1月）
  - 新版（上下） 朝日文庫、1986年、小学館 P+D books、2016年6・7月
- 噺家かたぎ（PHP研究所、1979年12月）
- 浮世に言い忘れたこと（講談社、1981年10月）
  - 旺文社文庫、1985年、小学館 P+D books、2015年5月、小学館文庫、2016年12月
- 圓生・噺のまくら（講談社、1981年11月）
  - 「噺のまくら」朝日文庫、1987年、小学館 P+D books、2015年11月、小学館文庫、2019年3月

#### 口演集
- 圓生全集（全10巻、青蛙房、1960-62年、新版1980-81年）　
  - 圓生全集 別巻（上中下、青蛙房、1968年、新版1981年）　
  - 圓生全集 追悼編（青蛙房、1980年）
- 真景累ヶ淵 / 牡丹燈籠（講談社、1975年）- 下記は新編
- 圓生古典落語（集英社文庫 全5冊、1979-80年、新版1992年）
- 圓生人情噺（中公文庫 上中下、宇野信夫監修、1980-81年）
  - 圓生の落語（河出文庫 全3冊、2010年）- 改訂版

1 双蝶々 ほか五篇、2 雪の瀬川・乳房榎 ほか六篇、3 真景累ヶ淵・牡丹燈籠
- 圓生好色ばなし（朝日文庫、1988年）
- 圓生集 古典落語（ちくま文庫 上下、飯島友治編、1989-90年）
  - 元版「古典落語名人会」（筑摩書房、1969-70年）- 全10巻中の3巻分

### DVD
- 『落語研究会 六代目 三遊亭圓生 全集 上』 ソニー・ミュージックダイレクト（2009年9月2日発売） 
  - Disc1：妾馬（'66）、三十石（'66）、芝居風呂（'66）、浮世床（'66）、首提灯（'67）
  - Disc2：紀州（'69）、五人廻し（'69）、一文惜しみ（'69）
  - Disc3：お祭佐七（'69）、大名房五郎（'69）（宇野信夫 作）、双蝶々（'69）
  - Disc4：鰍沢（'70）、中村仲蔵（'70）
  - Disc5：引越しの夢（'70）、木乃伊取り（'71）
  - Disc6：小言幸兵衛（'71）、火事息子（'72）、髪結新三・上（'73）
  - Disc7：らくだ（'72）、唐茄子屋政談（'72）
  - Disc8：鼠穴（'72）、百年目（'73）
  - Disc9：猫定（'73）、文違い（'73）
  - Disc10：庖丁（'73）、掛取万歳（'73）
  - Disc11：なめる（'74）、大山詣り（'75）
  - Disc12：蛙茶番（'75）、三年目（'75）、一人酒盛（'75）
- 『落語研究会 六代目 三遊亭圓生 全集 下』 ソニー・ミュージックダイレクト（2010年3月3日発売）
  - 【DISC　01】文七元結(1975年)/淀五郎(1976年)
  - 【DISC　02】死神(1976年)/御神酒徳利(1976年)
  - 【DISC　03】浮世風呂(1976年)/雁風呂(1976年)/三十石(1977年)
  - 【DISC　04】盃の殿様(1977年)/猫忠(1977年)
  - 【DISC　05】寝床(1977年)/小言幸兵衛(1977年)
  - 【DISC　06】牡丹灯篭～栗橋宿(1977年)/百川(1978年)
  - 【DISC　07】三軒長屋　上(1977年)/三軒長屋　下(1978年)
  - 【DISC　08】居残り佐平次(1977年)/江戸の夢(1978年)
  - 【DISC　09】後家殺し(1978年)/品川心中(1978年)
  - 【DISC　10】佐々木政談(1979年)/能狂言(1979年)
  - 【DISC　11】お藤松五郎(1979年)/唐茄子屋政談(1979年)
  - 【DISC　12】水神(1978年)/豊竹屋(1978年)/蟇の油(1979年)

### CD
各メーカーから実演、放送音源、スタジオ録音が多数発売されている。

#### 圓生百席
『圓生百席』は、圓生の100以上もの演目をすべてLPレコード化するという企画（ソニーレコード、プロデューサー京須偕充、ジャケット撮影篠山紀信）。
『圓生百席』（当初『三遊亭圓生人情噺集成』として刊行されたものを含む）は延べ収録時間110時間を超え、のちにCD化されたものではCD126枚（他にセットには特典盤2枚付）に及ぶという、日本の演芸界でも他に類を見ない大作。すべて観客のいないスタジオで録音されており、異例な事だが演者自身が編集作業に立ち会って言い間違いや間の狂いなどを徹底して排除し、修復不能な場合は最初から収録し直す方法で製作された。「あがり」と「うけ」のお囃子も演目ごとにすべて変えてあり、6代目三遊亭圓生自身が選曲している。
今でこそ珍しくないことだが、前例の乏しい当時、音源記録へ自身の落語を残そうと取り組んだ功績は大きい。2012年（平成24年）現在でもCDで発売されている他、ソニー・ミュージックダイレクトからWEB配信されている。

## エピソード

### 芸に対する姿勢
古典落語・新作落語の別を問わず人気先行で芸を磨くことを怠る芸人を嫌い、草花は綺麗だが1年で枯れるしそればかりでは花壇になってしまう、日本庭園の松の木のようなしっかり磨いた芸を育てなければ、と語っていた。
名手として高い評価をほしいままにしていた6代目三遊亭圓生ではあるが、その一方で新作落語とこれを手がける落語家をあまり好まず、古典落語至上主義という雰囲気であった。その姿勢が弟子の可能性の芽を摘んでいたことも否定できない面である。もっとも、弟子が新作落語を演じることに良い顔はしなかったが、禁じることはなかった。三遊亭さん生は新作落語『ジャズ息子』で圓生から稽古（と言うよりアドバイス）を受けており、圓丈は師匠の目を気にしながら古典落語の合間に新作落語を披露していたが、圓生の死を契機に新作だけを演じるようになり、現在では新作落語の旗手として認知されている。圓生自身も1959-1960年（昭和34-35年）頃から宇野信夫作の新作落語『小判一両』、『大名房五郎』、『江戸の夢』、『うづら衣』、『心のともしび』を口演し、レコード『圓生百席』にも収録している。新作落語を作り、演じて育てることは当然必要だが、基本ができた上で手掛けるべきであると語っている。
- 高座では真剣そのもので、客のヤジにも毅然とした態度をとっていた。高座に上がるや否や客席から「いよう! 色男!」と掛け声が飛んだ。圓生は顔色一つ変えず、声のあったほうを睨みつけて「あなたほどではございません」と言い放った。
- 噺中に関西人の登場する場面のある場合、船場の商人は商人の言葉で、大阪の長屋の衆ならそのような大阪弁で、京都の人なら京言葉で、しかも江戸時代の噺と明治以降の噺とでは言葉柄を使い分けて口演でき、それでいて江戸っ子の台詞が関西弁に引っ張られて怪しくなることもなかった。弟子の圓丈に金明竹を習得させる際、名古屋弁版への改作を助言し、名古屋で幇間の経験がある7代目圓蔵に稽古をつけさせている。
- 出身地大阪には特別な思い入れがあり、度重なる誘いを受けても芸の未熟を理由に大阪で演じることは拒み続けた。かつて同門だった3代目桂梅團治を東京へ招いて身内として扱い、2代目三遊亭百生を襲名させた上で、東京で上方落語を演じ続けさせた。3代目桂米朝とは米朝の師匠4代目桂米團治を通じて懇意にしていたようで、米朝の噺の枕に圓生のエピソードが屡々登場するとともに、噺を組み立てるにあたって文献を詳細に調べるなど、随所に影響が散見される。
- 非常に稽古熱心だった。弟子の中で可愛がられていた圓丈の体験談として、「寄席の帰りに一緒に車に乗って帰ると、車に乗り込みドアが閉まった瞬間にもう稽古をしていた」、「旅の仕事に同行した時、ぐっすり眠って翌朝師匠に挨拶をしたら、『眠れなくて午前2時から今までずっと稽古をしていた』と言われた」などがある。
- 芸のことには夢中で、打合せで来訪した関係者の落語に関する質問に解説し始めたが、いつの間にかあらすじになり、さらに落語本編を話し始めた。夕方、薄暗くなってきた部屋で照明もつけず演じ続けた。レコードの録音スタジオでも口演の出来上がりに納得しないと自身の頭を激しく殴打して「もうろくジジイ」と吐き捨てた[20][21]。
- 「芸はいつも動いていなくては噺が死ぬ」という持論をもち、完全に噺の仕方を固めてしまうのではなく、わざと固めない部分を残しておき、そこからまた噺の出来を伸ばす、という方法を取っていた。噺を教えるときも、主語と述語を意図的にあいまいにし、同じ噺でも人によってそれぞれ微妙に違うように教えた。
- 弟子に対して、前座のうちに他の噺家のところに稽古に行くことを禁止していた。「前座のうちによそで稽古すると変な癖が付く」というのがその理由。しかし誰もがそれを守っていたわけではないようで、圓丈は師匠に隠れてこっそり稽古に行っていたことを述懐している。

### マスメディアへの出演
当時の落語界にあって、マスメディアへの出演については先進的な考え方の持ち主であり、ラジオやテレビにもその黎明期から積極的に出演して落語を口演した。俳優として、NHK連続ドラマ『おはなはん』、NHK時代劇『天下御免』などに出演した。
弟子の圓楽・圓窓が『笑点』メンバーを務めている間は『笑点』に不定期であるが出演した。師弟大喜利で弟子と罵倒合戦をしたり、鶴亀大喜利に出演したり、演芸コーナーで落語を披露したり、放送500回記念の際は演芸コーナーで圓生・圓楽・圓窓の3人でリレー落語を行ったりと、番組を盛り上げていた。

### 人間関係
芸については感じたままに良し悪しを口にする上に芸人仲間の好き嫌いが極端にはっきりしていたために、人間関係の悶着が少なくないことでも有名であった。圓生と同時代に落語の世界に身を置いていた者からの圓生に対する評価は、落語の話術などの評価では一様に掛け値なしの名人とされても、その人間性となると一転して批判も多い。

#### 8代目林家正蔵
特に8代目林家正蔵（後の林家彦六）とは最後まで反りが合わなかったことで知られ、その関係は正蔵が5代目蝶花楼馬楽を名乗っていた頃から悪く、6代目三遊亭圓生襲名当時、「あの人に（大名跡の6代目が）務まる訳がない」と酷評されたことに起因する（圓楽が雑誌取材で明かしていた）。なお、正蔵は一時期師匠扇遊亭金三（後の3代目三遊亭圓遊）と共に4代目圓蔵一門に所属していたこともあった。
さらに悪化してしまったのは、圓生が落語協会会長を引退した時である。圓生の次は順番からすれば正蔵だったが、協会幹部達は圓生の次は5代目柳家小さんだと暗黙の了解を取っていた。圓生は正蔵に会長就任を要請したが、正蔵は一応断り、もう一度頼まれれば会長を引き受けるつもりだったところ圓生がそのまま帰ってしまったため、2人の対立関係は決定的になってしまったという逸話がある。それまで笑点師弟大喜利で隣り合わせで座っていたのが、この一件以降は実現しなくなった（正蔵が再び師弟大喜利に出演するのは圓楽の弟子楽太郎がメンバーとなって以降。この「楽太郎」という高座名を与えたのは圓生である）。正蔵の弟子・林家木久扇は『笑点』でしばしば正蔵のモノマネをするが、「お前さんがそんな了見だから圓生さん、あんたの所にゃいいお弟子さんが育たない。」というフレーズを多用する。
衝突を繰り返した圓生と正蔵だが、正蔵は圓生の芸の実力は認めており、正蔵の弟子・林家正雀は『落語百景』（別冊歴史読本/新人物往来社）の中で、「圓生師匠がお亡くなりになったときも、青山斎場に出向いたウチの師匠は、落語の祖・安楽庵策伝の研究で知られる名古屋在住の関山和夫先生に言ってました。「これほどの名人はもう二度と出ないんだから、関山先生、大いに圓生師匠のことを褒めてやって下さいよ」と。感動しましたね」と、語っている。二人の持ちネタが被っていたこともあり、正蔵は圓生の高座を気にしており、時にはステテコ姿のままスピーカー前に行き、じっと聞き入っていたとも語っている。同様に8代目桂文楽も圓生の高座の出来を気にしたと言われている。

#### 4代目鈴々舎馬風
正蔵の弟弟子で新作主体であった通称「鬼の馬風」こと9代目を自称した4代目鈴々舎馬風を徹底的に否定し、「あの人のは落語ではない」とまで言っていた。馬風も高座でネタにして応酬。圓生も馬風をクスグリに使って応酬と、反目し合っていた。1963年（昭和38年）12月15日に馬風が逝去。その後すぐに圓生が落語協会会長に就任したので、馬風は良い時に亡くなったと5代目三遊亭圓楽が語っている。

#### 初代林家三平
7代目橘家圓蔵には目を掛けていたものの、その弟子である初代林家三平については繰り返し芸風を酷評・痛罵しており、三平一門すらをも駄目扱いしていた。三平のほうでも、表面上は知らん顔をしていたが罵られている事実はちゃんと掴んでおり、これが後述する落語協会分裂騒動が勃発した際の三平一門の身の振り方につながることとなる。

#### 6代目春風亭柳橋・8代目桂文楽
若手時代にともに子供落語家から成長した6代目春風亭柳橋の高座を見て、「この男はどこまで上手くなるのか」と危機感をもっていたが、戦後の落語研究会の高座で､圓生が『妾馬』で好評だったのに対して､柳橋が散々な出来だったので圓生は自信をつけたというエピソードや、東京落語会で『鼠穴』を演じた際に噺を忘れてしまうトチリが入り、しばらくしてようやく思い出し落語を続けたあと「自分もやがて桂文楽になる」などとと言い放ったことなども知られる。このように、ライバルと目された落語家に対して複雑な感情をもち、ゆえに対人関係も複雑であった。
力量のある者に対しては素直に認めていた面もあり、東宝名人会の楽屋では主任の席に座っていたところ後から入ってきた6代目春風亭柳橋に場所を譲っていた。また、5代目古今亭志ん生について、「道場の試合では十のうち七太刀くらい打ち込む自信はあるが、野天の試合（真剣勝負）だと七太刀くらい斬られる」と評している。芸術協会の人気落語家・3代目春風亭柳好に対しては、序列は上でも構わないので落語協会の方に来てほしいと思っていたという。

#### 金銭
相手任せが普通だった当時の芸人としては異質なことだが、出演料ははっきり口に出して質問し、不当と判断した価格は拒否した。一方、気に入った仕事は対価は二の次で受けた。古文書や古地図等の文献、着物、当時高額だったテープレコーダーなど、必要な物には可能な限り投資した。落語協会会長当時も交際費は自前のことが多く、協会の経費は会員のためのものだからとあまり使用しなかった。

#### 坊野寿山
川柳家の坊野寿山を師匠として圓生が世話役となり、文楽、志ん生らを会員とする落語家の川柳勉強会「鹿連会」を長年やっていた。しかし圓生の死後に寿山が執筆した『粗忽長屋』（創拓社）では、ケチで金に細かかった圓生のエピソードが複数暴露されている。
- 圓朝塚のある全生庵に、圓生が「圓生塚」を作るので、塚の文を書いてほしいと寿山に頼んできた。寿山は書いてやったがその後礼もなく、新宿中村屋の一番安いパンを持ってきただけだった。しばらくして「圓生塚」で法事をしたので寿山は香典を出したが、香典返しもなかった。[30]
- 弟子の五代目圓楽が売れ出した頃、病気となった圓楽の仕事の代役を圓生が務めたことがある。仕事から帰ってきた圓生は「圓楽はふざけた野郎ですよ。あたしより高いお給金をもらっているんですから」と怒っていた。[31]
- 『圓生全集』を出版した時、圓生は世話になっていた人々にも本を贈呈せず売りつけた。寿山も売りつけられた一人である。[32]
- 落語協会を脱退後、歌舞伎座で独演会をやるというので、圓生からの年賀状に「切符を五百枚さばいてくれないか」と書いてあった。寿山ひとりではとても五百枚もさばけないと思っていると、同じ文面の年賀状が三通も届いた。[33]
- おしゃれであったが、服が汚れるのを神経質に気にしており、子供がすりよってくると身をよじってよけた。桐の下駄に穴をあけてしまった時、「唾で直るんじゃないか」とその穴を懸命に舐めていたことがある。[34]

#### 学生主催の落語会
大学生が主催する落語会に出演交渉すると、当初は少ない出演料に「トホホホ…」と嘆いたが断らずに都合3回出演し、『三人旅』、『盃の殿様』、『三十石』を口演している。

#### お囃子
圓生が落語協会会長に就任した1965年に、出囃子を弾く三味線奏者の呼び名を「下座」から「お囃子」に変更しようと提案し、話し合いが行われている。

#### 9代目入船亭扇橋
9代目入船亭扇橋は圓生から気に入られていた。1970年（昭和45年）3月の真打昇進時、6代目圓生から新品の袴を贈られている。直門ならまだしも他門の若手に高額な袴を贈ることは通常ないので、師匠の5代目柳家小さん共々驚いた。

#### 三遊亭鳳楽
5代目三遊亭圓楽門下の圓生の孫弟子だが圓生の下で内弟子修行をした三遊亭鳳楽（当時・三遊亭楽松）は、着物が粗末なのはかまわないがみっともないのはいけないと着物・襦袢・帯をセットでもらった。夫人からもたびたび圓生に内緒で着物をもらったが、着用して目の前にいても「おやおや、お前にほれてんのかね」などと冗談めかして言うだけで別段咎められはしなかった。上記の坊野寿山が並べ立てたエピソードのようなケチな面ばかりではなかったことが見て取れる。

#### 弟子との確執
圓生の弟子との確執を示す逸話として語られるのが弟子の三遊亭好生との関係である。好生は「圓生の影法師」と呼ばれるほど芸風から立ち振る舞い、容姿までが圓生の若い頃（「下手な真打」だと揶揄されていた時期）に似ており、圓生は一種、近親憎悪のような感情を抱いていたとされる。圓生は8代目春風亭柳枝門下から移籍してきた弟弟子の圓窓と圓彌を先に真打昇進させ、好生の昇進時には改名を認めない（圓生一門は基本的に、前座は「生○」、二つ目は「○生」、真打は「圓○」と名乗る）など、好生を冷たく扱い続けた。圓生を深く敬愛していた好生だったが、最後には敵視するほど関係が悪化。1978年（昭和53年）の落語協会分裂騒動で、好生は圓生に従わずに落語協会に残って破門され、圓生と不仲だった8代目林家正蔵の客分格弟子となり春風亭一柳と改名した。一柳は圓生が亡くなると自宅に駆けつけ、亡骸の前で号泣したが、その後に自著で「圓生が死んで嬉しかった」と罵倒するなど、複雑な感情を抱いていたことがうかがえる。やがて一柳は精神的に不調をきたし、圓生死後の1981年（昭和56年）、自宅のある葛飾区金町のアパートから飛び降り自殺してしまった。圓生との対立による長年の心労が最大の原因になったと見ている者は多い。
好生と同じく圓生から冷遇された弟子に三遊亭さん生がいた。新作落語や漫談を専ら演じ、また酒癖の悪さから圓生宅の玄関で脱糞する（川柳川柳#逸話を参照）などの騒動を起こし、師匠から疎んじられていた。客受けの良かったさん生には兄弟子の全生（後の5代目圓楽）よりも先に真打昇進の打診があった。周囲の推薦によるもので、圓生が同意すれば通る話であったが、圓生は「真打に値しない」として本人にも知らせずに辞退してしまった。さん生が真打昇進したのはずっと後年のことである。前述の好生の場合と同様、さん生は落語協会分裂騒動で師匠に従わずに破門された。その後は5代目柳家小さんの客分格弟子となり、川柳川柳と改名している。

#### 落語協会分裂騒動
真打大量昇進に端を発する落語協会分裂騒動が起きた時には、圓生が代表者となって立ち上げた落語三遊協会に思ったほど人が集まらないという事態が起き、やがては圓生の死と三遊協会の事実上の総敗北という形で騒動の終焉に至る。当初の見込みでは、過半数の落語協会員が新協会側に移る計算だったが、新協会への参加を見送ったと思しき者が続出し、圓生一門ですら好生とさん生が参加しない有様であり、最終的は圓生一門だけが落語協会を脱退する形になってしまった。

#### その他
気難しさと茶目っ気が入り混じった性格で、機嫌のいい時には駄洒落を言って喜んでいた。1960年代に流行ったゴーゴーダンスの感想を聞かれ「ゴーゴー道断（言語道断）」と答えた。弟子と東北に地方巡業で列車に乗っている時、「お前、これから寒くなるよ」「どうしてです」「ほれ、もう郡（氷）山だ」と言って、みんなを笑わせていた。しかし、弟子が洒落を笑わないと機嫌が悪くなった。楽屋では怖がられていたが、誰かが話しかけたのをきっかけに話の輪が広がることも度々だった。自宅を来訪した関係者を自ら台所に立ってコーヒーにアップルパイでもてなして楽しく話し込む一面もあった。また、弟子の生之助を連れて食事に行った時も師匠である自身より高額な物を注文しようしたと一喝。その話を聞いていた圓彌が圓生と同じ物を頼むと遠慮なく食べたいものを頼むようにと機嫌よく言い、弟子が「自分の分」をわきまえているか否かには厳しかった。周囲が神経を使う話と楽しい話が混在して散見される。
作家の都筑道夫（早世した鶯春亭梅橋の弟でもある）はエッセイ集『昨日のツヅキです』（1979年）で、おそらくは1960年代初めに星新一、結城昌治ら若手作家仲間とシャレで「圓生の落語を聞いて寝る会」を結成していたエピソードを記し、名声のわりにはミスが多く面白くない落語家という認識がかなりの人に共有されていたことを述懐している（この三人の作家はいずれも東京生まれである）。その都筑も、晩年の圓生には著しい進境があったことは同じ文章で認めている。
芸に対する厳しい姿勢と異なり、女性関係は派手であり、楽屋に愛人を連れ込んだこともあったという。しかも所謂玄人筋ではなく素人の女性と不貞に興ずることが多く、かつては堕胎を巡り揉めたこともあるとされている。
1970年代前半にジャニーズジュニアとして活動した鈴木寛は孫にあたる。

## 受賞
- 1960年（昭和35年）1月、『妾馬』（『八五郎の出世』との記録もあり[44]）で民放大会賞受賞。11月、東横落語会の『首提灯』で文部省芸術祭賞受賞。
- 1968年（昭和43年）、芸術選奨文部大臣賞受賞。
- 1972年（昭和47年）、文化庁芸術祭大賞受賞。
- 1973年（昭和48年）9月、勲四等瑞宝章。
- 1979年（昭和54年）、逝去した9月3日と同日に旭日小綬章と従五位を追賜された[15]。

## 弟子
- 五代目三遊亭圓楽
- 三遊亭圓彌 - 八代目春風亭柳枝死去に伴い移籍
- 三遊亭生之助
- 六代目三遊亭圓窓 - 八代目春風亭柳枝死去に伴い移籍
- 初代三遊亭圓丈
- 三遊亭圓龍
- 七代目三遊亭圓好 - 五代目三遊亭圓楽門下から移籍

### 客分
- 二代目三遊亭百生 - 上方落語

### 預かり
- 三遊亭楽松 - 五代目三遊亭圓楽門下から預かり
- 三遊亭圓王 - 六代目三遊亭圓窓門下から預かり

### 移籍
- 三遊亭小生 -圓生死後圓彌門下へ移籍

### 破門
- 三遊亭さん生 - 五代目柳家小さん門下へ
- 三遊亭好生 - 林家彦六門下へ

### 廃業
- 三遊亭生吉
- 二代目三遊亭全生

## 三遊亭圓生が登場する作品
劇団こまつ座 「圓生と志ん生」（2005年初演、2007年再演、2017年三演、戯曲：井上ひさし）  
※満洲時代の5代目志ん生、6代目圓生の2人と周辺の悲喜劇を描いた演劇。5代目志ん生役は初演と再演は角野卓造・三演はラサール石井、6代目圓生役は初演と再演は辻萬長、三演は大森博史。
- NHK特集 「びんぼう一代 ～五代目古今亭志ん生」（1981年、NHK総合）※橘家圓蔵（6代目）として - 演：団しん也

- いだてん〜東京オリムピック噺〜（2019年、NHK大河ドラマ） - 演：中村七之助
- BS笑点ドラマスペシャル 五代目三遊亭圓楽（2019年、BS日テレ） - 演：佐野史郎